# Ramon d'Anglesola
Ramon d'Anglesola (Bellpuig, ~1220 - Barcelona, 1306) fou bisbe de Vic, del llinatge dels Anglesola.
Era fill de Guillem III d'Anglesola i nebot d'un altre Ramon d'Anglesola que va ser bisbe de Vic del 1265 al 1298. Va ser canonge de la Seu de Tarragona, de la Seu de Lleida, de la Seu d'Urgell i de la Seu de Vic, i estudià dret a la Universitat de Bolonya. Allí, el Papa Innocenci IV el nomenà capellà pontifici. De la seva tasca episcopal en destaquen les reformes i reconstruccions que endegà. Quan era canonge a la Catedral de Tarragona, va ocupar el càrrec de Cabiscol i després el de Cambrer el 1303, quan va morir l'anterior Cambrer Guillem de Requesens, cosa que li conferia la senyoria d'un terç de la vila de Reus i el dret a ocupar el Castell en aquesta vila. A la mort de l'arquebisbe de Tarragona Bernat d'Olivella, i abans de la presa de possessió del nou cardenal, Ramon d'Anglesola es va convertir en l'eix dels disturbis i les lluites entre els canonges tarragonins per a conquerir el nou bisbat. Va ser Cambrer de Reus fins al 1306, quan va ser nomenat bisbe de Vic. El va substituir en el càrrec de Cambrer, Garcia Miquel d'Ayerbe. Ramon d'Anglesola va morir mentre era en camí de la seva nova Seu.